# Atherigona falkei
Atherigona falkei är en tvåvingeart som beskrevs av Deeming 1981. Atherigona falkei ingår i släktet Atherigona och familjen husflugor.
Artens utbredningsområde är Uganda. Inga underarter finns listade i Catalogue of Life.